# Néron–Tatehöjd
Inom matematiken är Néron–Tatehöjden (eller kanoniska höjden) en kvadratisk form på Mordell–Weilgruppen av rationella punkter av en abelsk varietet definierad över en global kropp. Néron–Tatehöjden är uppkallad efter André Néron och John Tate.